# Вилла Ротонда
Вилла Альмерико Капра Ла-Ротонда (итал. Villa Almerico Capra La Rotonda) — загородный дом, или вилла, построенная по проекту архитектора Андреа Палладио на вершине холма недалеко от города Виченца северо-итальянской области Венето. Выдающийся памятник архитектуры позднего итальянского Возрождения. С 1994 года вилла вместе с другими постройками Палладио включена в список Всемирного наследия ЮНЕСКО «Города Виченца и Палладиевых вилл Венето» (Città di Vicenza e Ville Palladiane del Veneto).
На протяжении нескольких столетий является классическим образцом подражания для архитекторов разных стран, участников движения палладианства.

## История строительства
Полное официальное название виллы: «Villa Almerico Capra Valmarana». В 1565 году каноник и граф Паоло Альмерико, который ушёл в отставку из римской курии после того, как был апостольским референдумом при папах Пие IV и Пие V, решил вернуться в свой родной город Виченца и построить загородную резиденцию.
Альмерико заказал строительство виллы архитектору Палладио, которая и была возведена в 1556—1567 годах. После смерти Палладио в 1580 году постройку заканчивал его ученик и последователь Винченцо Скамоцци. Постройка получила прозвание «Ла Ротонда» («Круглая») из-за особенностей архитектуры.
После перехода в 1591 году в собственность братьев Капра вилла Альмерико была переименована в Виллу Капра (Villa Capra). Иногда её называют вилла Альмерико-Капра. В 2000 году виллу приобрёл уроженец Венеции и поклонник творчества Палладио Эмеритус Марио ди Вальмарана (1929—2010), до этого профессор архитектуры Университета Вирджинии в США. Отсюда ещё одно название. По возвращении на родину Вальмарана основал архитектурные школы в Венеции и Виченце и объявил о своём стремлении сохранить виллу Ротонда, чтобы её могли оценить будущие поколения.
Здание доступно для обозрения, интерьер открыт для публики кроме зимних месяцев.

## Архитектурная композиция
Место для виллы было выбрано на округлой вершине небольшого холма недалеко от стен Виченцы. По композиционному типу вилла представляет собой бельведер — постройку, с которой на все четыре стороны открывается «прекрасный вид» окружающих её полей и лесов. Одним из прототипов композиции виллы является более ранний проект Палладио Виллы Кьерикати.
В отличие от многих памятников архитектуры итальянского Возрождения, которые негласно противопоставляют себя окружающему ландшафту, вилла Ротонда идеально вписывается в природу. Однако, в отличие от многих других загородных вилл постройки Палладио, вилла Ротонда не имела хозяйственных пристроек или служебных корпусов (такие корпуса с одной стороны позднее пристроил В. Скамоцци). От парадных ворот к зданию ведёт широкая аллея для экипажей, по обе стороны которой на боковых стенах, как и на фронтонах портиков, размещены статуи античных богов.
Сам Палладио так размышлял о пейзаже, окружающем Ла Ротонду: «Вокруг неё расположены красивейшие холмы, с которых открывается вид на огромный театр». Паоло Альмерико продал свой дом в городе, чтобы уединиться в деревне. По этой причине Вилла Ротонда создавалась не как обычная загородная вилла, а как городская резиденция в сельской местности. Альмерико никогда не считал это место сельскохозяйственной усадьбой, подобно другим аристократам Венето, а сам Палладио классифицировал это здание как палаццо.
Абсолютно симметричное здание с четырьмя одинаковыми фасадами (один не сохранился), несмотря на колонные портики, композиционно отличны как от древнегреческих, так и от древнеримских построек. Определение виллы как «круглой» также неточно, поскольку план здания не круглый, он представляет собой пересечение квадрата с греческим крестом. Каждый из четырёх фасадов оформлен лоджией, на которую можно попасть, поднявшись по широким лестницам; все четыре входа ведут через короткий вестибюль в центральный зал, увенчанный куполом. Проект отражает гуманистические идеалы архитектуры эпохи Высокого Возрождения: центрическая постройка, одинаково воспринимаемая со всех точек зрения, подобно планам Браманте и Леонардо да Винчи, выражает идею абсолютной гармонии мира. Чтобы каждая комната подвергалась одинаковому воздействию солнца в течение дня, план здания развёрнут на 45 градусов по отношению к сторонам света. Каждая из четырёх лоджий является своеобразным пронаосом, увенчанным фронтоном украшенным статуями божеств классической древности. Каждый из портиков оформлен шестью колоннами ионического ордера. По сторонам — по одному окну с треугольным фронтоном. Все основные помещения располагаются на среднем, «благородном этаже» (piano nobile).
И. В. Гёте по впечатлениям первого итальянского путешествия 1786—1788 годов писал:

 Сегодня я посетил так называемую Ротонду — великолепный дом на живописном холме… Это четырёхугольное здание заключает в себе круглую залу с верхним светом. Со всех четырёх сторон к нему поднимаешься по широким лестницам и всякий раз попадаешь в портик, образуемый шестью колоннами… Пространство, занимаемое лестницами и портиками, много больше того, что занимает самый дом, ибо каждая его сторона в отдельности может сойти за храм. Внутри это строение я бы назвал уютным, хотя оно и не приспособлено для жилья… Зато дом царит над всей округой, и откуда ни глянь — он прекрасен 

## Система пропорционирования
Вилла Ротонда представляет собой идеальный пример творческого метода Андреа Палладио, прежде всего в отношении пропорционирования, даже в сравнении со всеми прочими его замечательными творениями. Ведущим является принцип подобия: четыре одинаковых портика, четыре лестницы, четыре фронтона. Вся постройка (без выступающих портиков, но с куполом) точно вписывается в куб. Обмерами этого шедевра архитектуры занимались многие специалисты: А. Тирш, М. Бориссавлевич, Л. Савельев. В частности Л. И. Савельев установил, что в композиции виллы присутствует отношение «золотого сечения», выражаемого числами 618:382, и так называемая «функция Жолтовского» 528:472.
Однако, как писал исследователь творчества Палладио, архитектор О. И. Гурьев, «Всем этим отнюдь не исчерпываются пропорциональные закономерности виллы Ротонда — в творчестве Палладио нет произведения со столь многообразными и взаимообусловленными связями, как Ротонда. Её отличает та многослойность пропорциональных зависимостей, на наличие которой указывалось при разборе соотношений триумфальной арки Альберти»… «План дома квадратный (Р 66 х Р 66) и членится стенами лоджии и круглого зала в отношении 3:5:3. Объём жилого этажа представляет собой низкий квадратный параллелепипед, каждая сторона которого имеет пропорции, близкие к 3:1 и по высоте колонн членится на два квадратных поля и центральное с отношением 5:3». Таким образом, закономерно повторяются отношения, выражаемые числами 5:3:1. В высотном отношении нижняя часть здания составляет 3/5, а верхняя (барабан и купол): 2/5 от всей высоты. При этом исследователь подчёркивал, что, не упоминая о «золотом сечении», но следуя «правилу подобных прямоугольников и кубов», и выстраивая их на параллельных либо перпендикулярных диагоналях, Палладио устанавливал отношения величин, которые определяются «членами ряда Фибоначчи или родственны им: 9:5 есть утроенное отношение 3:5, а 3:1 — удвоенное отношение 3:2, и т. д.».
Гармонизацию горизонтальных и высотных размеров Палладио устанавливал согласно античному «правилу параллельности диагоналей» подобных прямоугольников, поэтому даже при использовании кратных размеров, он каждый раз «выходил» на отношения «золотого сечения» (618:382). Примечательно, что в своём трактате «Четыре книги об архитектуре» (1570) Палладио не упоминал о «золотом сечении», но постоянно ссылался на подобие прямоугольников и отношения «в один или два куба».

## Интерьеры виллы
Внутри Вилла Ротонда представляет собой красочное пространство, более напоминающее храм, чем жилой дом фермера. Возможно, церковная служба Паоло Альмерико оказала влияние на общий проект виллы и оформление её интерьеров. Религиозный подтекст ощутим в ярком, светоносном интерьере центрального зала, насыщенного скульптурой и живописью, который контрастирует со сдержанным внешним видом здания.
Центральный, круглый в плане зал окружён прямоугольниками комнат, образующими наружный правильный квадрат. Квадрат олицетворяет власть земную, круг — символ духовного начала. Высота центрального зала равна двум этажам виллы.
Интерьеры украшены скульптурой Лоренцо Рубини и Джамбаттисты Альбанезе, лепниной на потолке и скульптурными деталями каминов работы Агостино Рубини, Оттавио Ридольфи, Фонтана и, возможно, Алессандро Витториа, росписями Ансельмо Канера, Алессандро и Джованни Баттиста Маганца, Людовико Дорини. Многие из сюжетов связаны с религиозной жизнью Альмерико и прославляют христианские добродетели. Западный салон имеет название «Священная комната». Восточный салон расписан на темы истории жизни Паоло Альмерико. Собственно Ротонда —центральный круглый зал — расписан с эффектами тромплёй (фр. trompe-l'œil — «обманчивый глаз»). В верхней части цилиндр ротонды окружён балконом с балюстрадой и перекрыт куполом также расписанным, с круглым отверстием в центре, подобным окулюсу древнеримского Пантеона.

## Оформление интерьеров виллы
- Вестибюль
- Круглый зал
- Противоположная сторона круглого зала
- Балюстрада и купол
- Десюдепорт
- Камин
- Деталь декора

## Влияние
К числу первых повторений композиции Виллы Ротонда за пределами Италии принадлежат усадьбы английских аристократов — Чизик-хаус, произведение палладианцев графа Бёрлингтона и архитектора Уильяма Кента, и Мереворт-касл архитектора Колина Кэмпбелла (1720-е годы).
Под влиянием архитектуры Палладио и его Виллы Ротонда работали иностранные зодчие в России и российские палладианцы: Ч. Камерон, Дж. Кваренги, Н. А. Львов, И. Е. Старов и многие другие. Это влияние было столь значительно, что Ч. Камерон, проектируя Софийский собор в Царском Селе по заданию императрицы Екатерины II, невольно следовал композиции Виллы Ротонда, хотя ему высочайше был указан другой образец: храм Святой Софии в Константинополе.
3-й президент США Томас Джефферсон был также архитектором-неоклассицистом. Он спроектировал собственный усадебный дом Монтичелло в штате Вирджиния под влиянием Виллы Ротонда (1769—1809). Главный корпус Университета Вирджинии (Ротонда), где позднее преподавал архитектуру профессор Вальмарана, был спроектирован Джефферсоном по образцу виллы Ротонда. Влиянием палладианской архитектуры отмечен оставшийся невоплощённым проект президентского дворца в Вашингтоне, который разработал Джефферсон.